# Узинич, Мате
Мате Узинич (хорв. Mate Uzinić, 17 сентября 1967, д. Дубрава около Омиша) — хорватский епископ, возглавляющий епархию Дубровника с 2011 года.

## Биография
Родился 17 сентября 1967 года в Далмации, около Омиша.
Начальное образование получил в родной деревне, затем окончил гимназию при семинарии в Сплите. После прохождения военной службы в 1986—1987 годах поступил на теологический факультет Сплитского университета. В 1993 году получил степень бакалавра. По окончании учёбы 27 июня 1993 года рукоположен в священники.
Три года служил священником в приходах Омиша и окрестностей. В 1996 году продолжил обучение в Риме, в Папском Латеранском университете, в 2000 году получил лиценциат по каноническому и гражданскому праву.
После возвращения в Хорватию работал в архиепархии Сплит-Макарска, с 2001 года был ректором сплитской семинарии.
24 января 2011 года папа Бенедикт XVI назначил Мате Узиинча епископом Дубровника в связи с переводом епископа Желимира Пулича на кафедру Задара. Епископская хиротония состоялась 19 марта 2011 года. Главным консекратором был архиепископ Марин Баришич, ему сослужили кардинал Йосип Бозанич и архиепископ Желимир Пулич.
Входит в состав Конференции католических епископов Хорватии.